# Downs (Kansas)
Downs es una ciudad ubicada en el condado de Osborne, Kansas, Estados Unidos. Según el censo de 2020, tiene una población de 800 habitantes.

## Geografía
La localidad está ubicada en las coordenadas 39°30′16″N 98°32′50″O / 39.50444, -98.54722 (39.50457, -98.547305).

## Demografía
Según la Oficina del Censo, en 2000 los ingresos medios por hogar en la localidad eran de $24,808 y los ingresos medios por familia eran $36,518. Los hombres tenían unos ingresos medios de $24,940 frente a los $16,302 para las mujeres. La renta per cápita para la localidad era de $15,001. Alrededor del 11.1% de la población estaba por debajo del umbral de pobreza.
De acuerdo con la estimación 2015-2019 de la Oficina del Censo, los ingresos medios por hogar en la localidad son de $51,053 y los ingresos medios por familia son de $70,104. Alrededor del 10.3% de la población está por debajo del umbral de pobreza.